# ريني رودريجز
ريني رودريجز (بالإنجليزية: Raini Rodriguez)‏ هي مغنية وممثلة أمريكية، ولدت في 1 يوليو 1993 في الولايات المتحدة.

## أعمال

### أفلام
- (2009) شرطي المجمع التجاري[6]
- (2014) عندما كانت مارني هناك[7]
- (2015) شرطي المجمع التجاري 2[8][9]

### مسلسلات
- جيسي[10][11]
- ذا سويت لايف أوف زاك أند كودي

## وصلات خارجية
- ريني رودريجز على موقع IMDb (الإنجليزية)
- ريني رودريجز على موقع ميتاكريتيك (الإنجليزية)
- ريني رودريجز على موقع روتن توميتوز (الإنجليزية)
- ريني رودريجز على موقع ألو سيني (الفرنسية)
- ريني رودريجز على موقع ميوزك برينز (الإنجليزية)
- ريني رودريجز على موقع أول موفي (الإنجليزية)
- ريني رودريجز على موقع قاعدة بيانات الأفلام السويدية (السويدية)
- ريني رودريجز على موقع أول ميوزيك (الإنجليزية)
- ريني رودريجز على موقع ديسكوغز (الإنجليزية)
- ريني رودريجز على موقع قاعدة بيانات الفيلم (الإنجليزية)